# Championnat d'Europe masculin de rink hockey 2014
Navigation
Championnat d'Europe 2012 Championnat d'Europe 2016
Le Championnat d'Europe de rink hockey masculin 2014 est la 51e édition de la compétition organisée par le Comité européen de rink hockey qui réunit tous les deux ans les meilleures nations européennes. Cette édition a lieu à Alcobendas, en Espagne, dans la salle du Pabellón Deportivo Municipal Amaya Valdemoro, du 14 au 19 juillet 2014.

## Infrastructures
La compétition s'est déroulée au "Pabellón Deportivo Municipal Amaya Valdemoro". Cette salle a une capacité de 1974 spectateurs.

## Déroulement

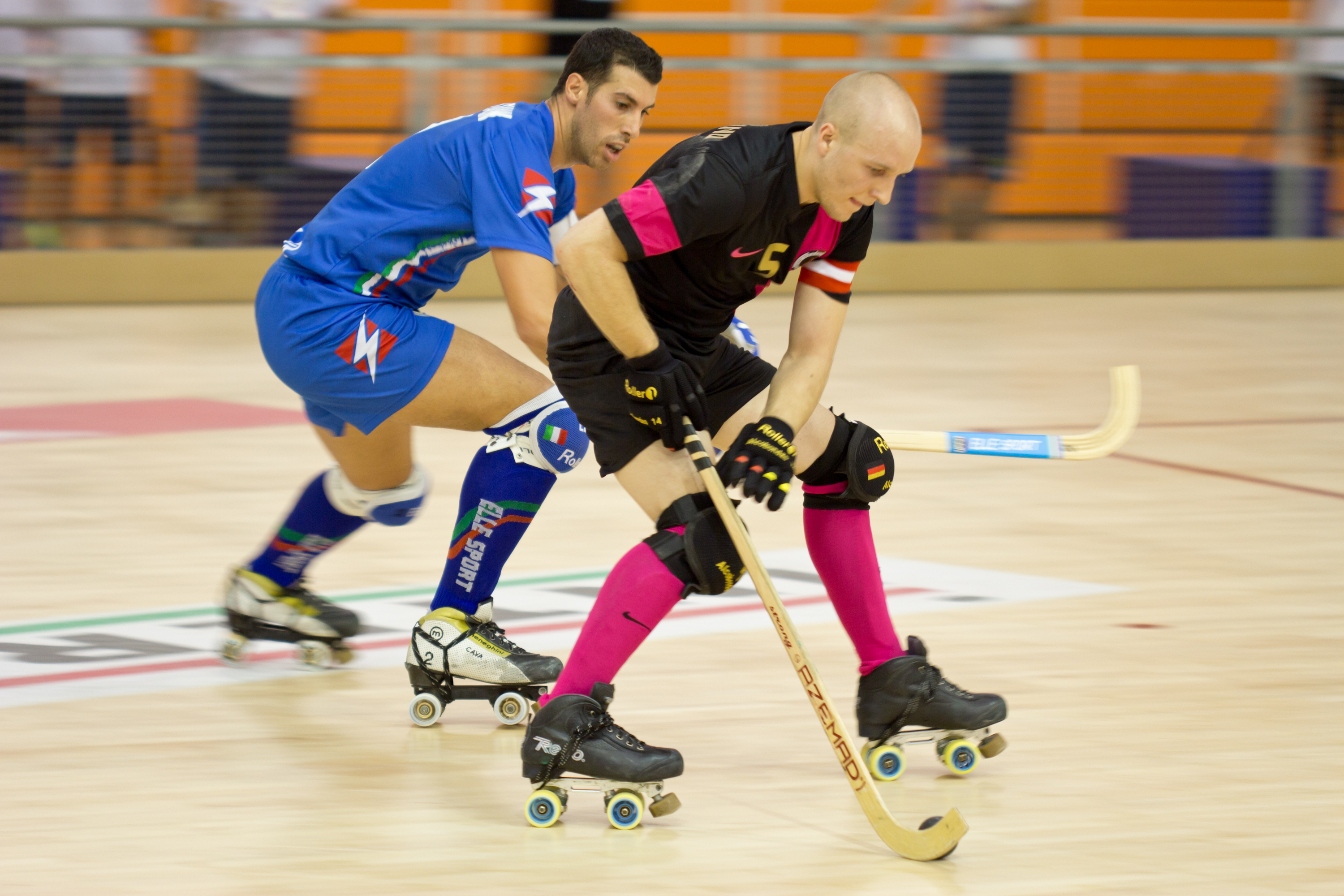
Match Allemagne-Italie

Les six équipes sont regroupées dans une poule unique et s'affrontent tous une fois. Le champion d'Europe sera l'équipe terminant à la première place.

## Équipes

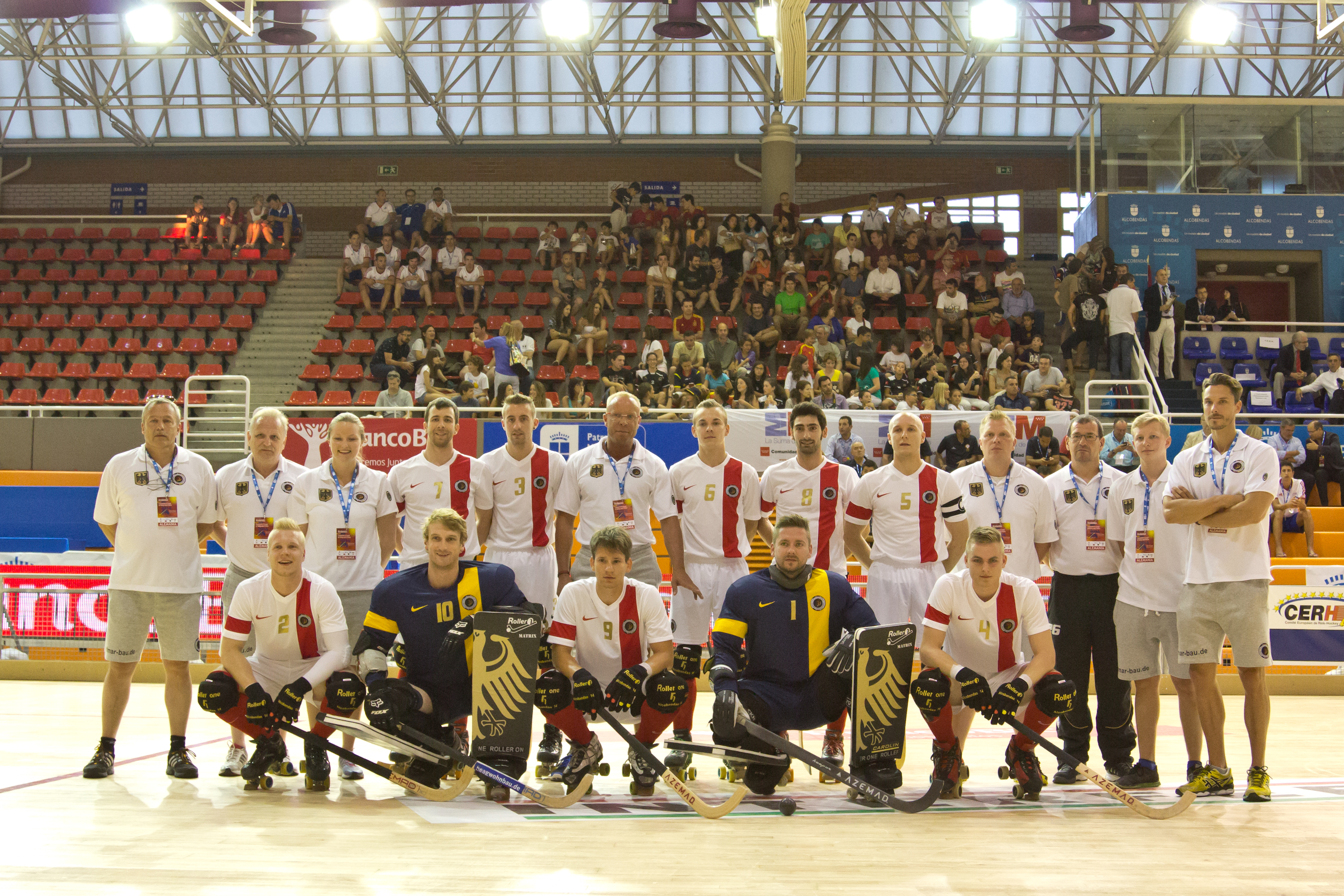
Sélection allemande

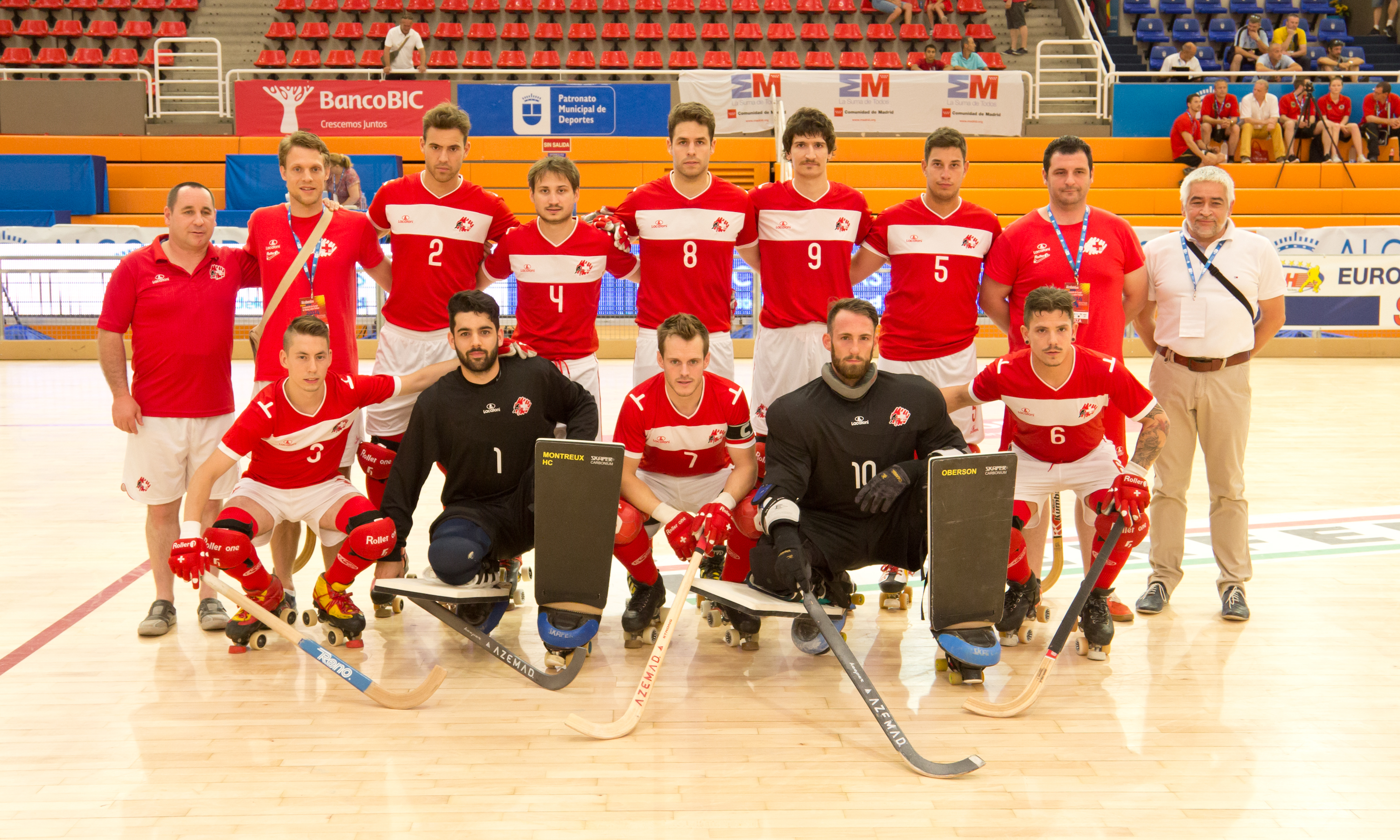
Sélection suisse

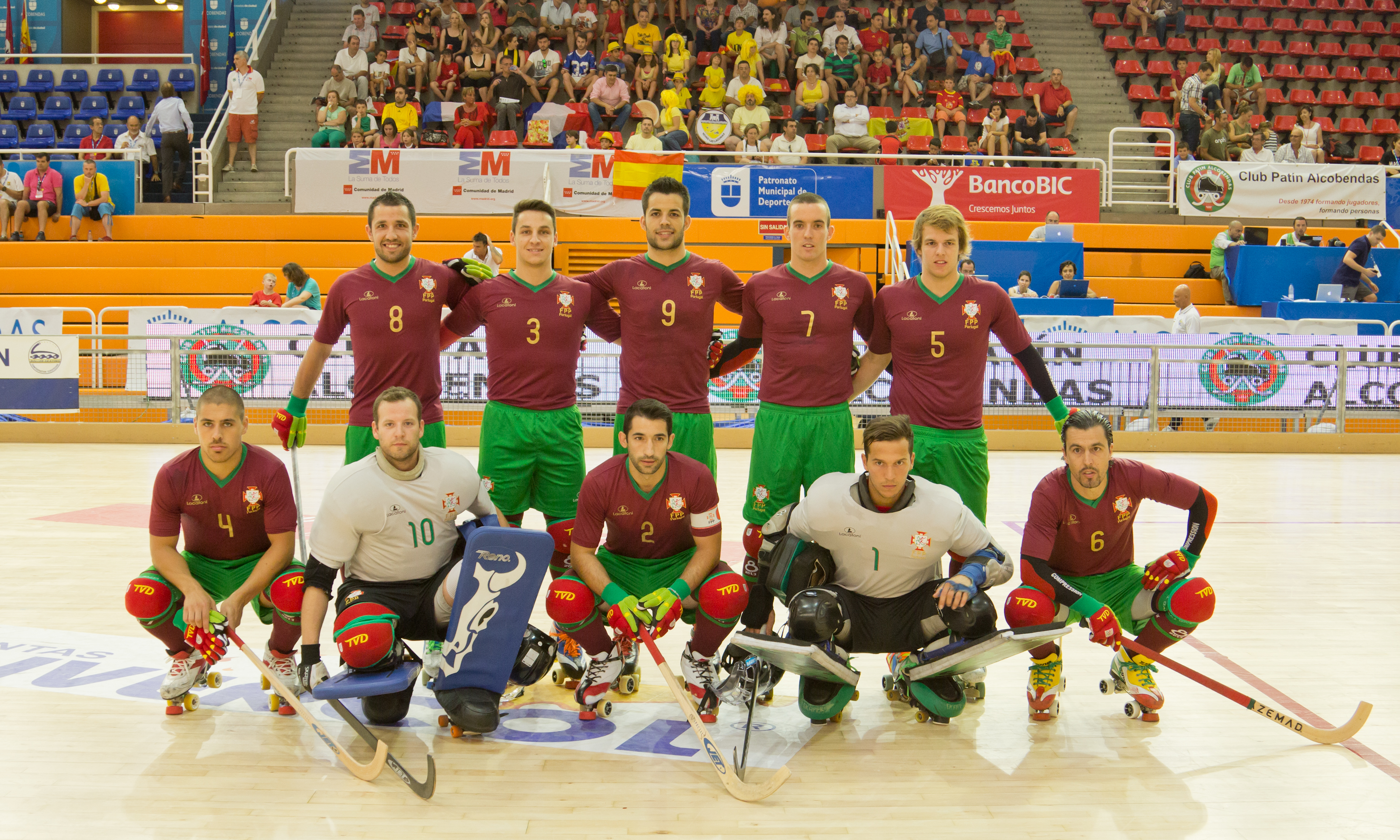
Sélection portugaise

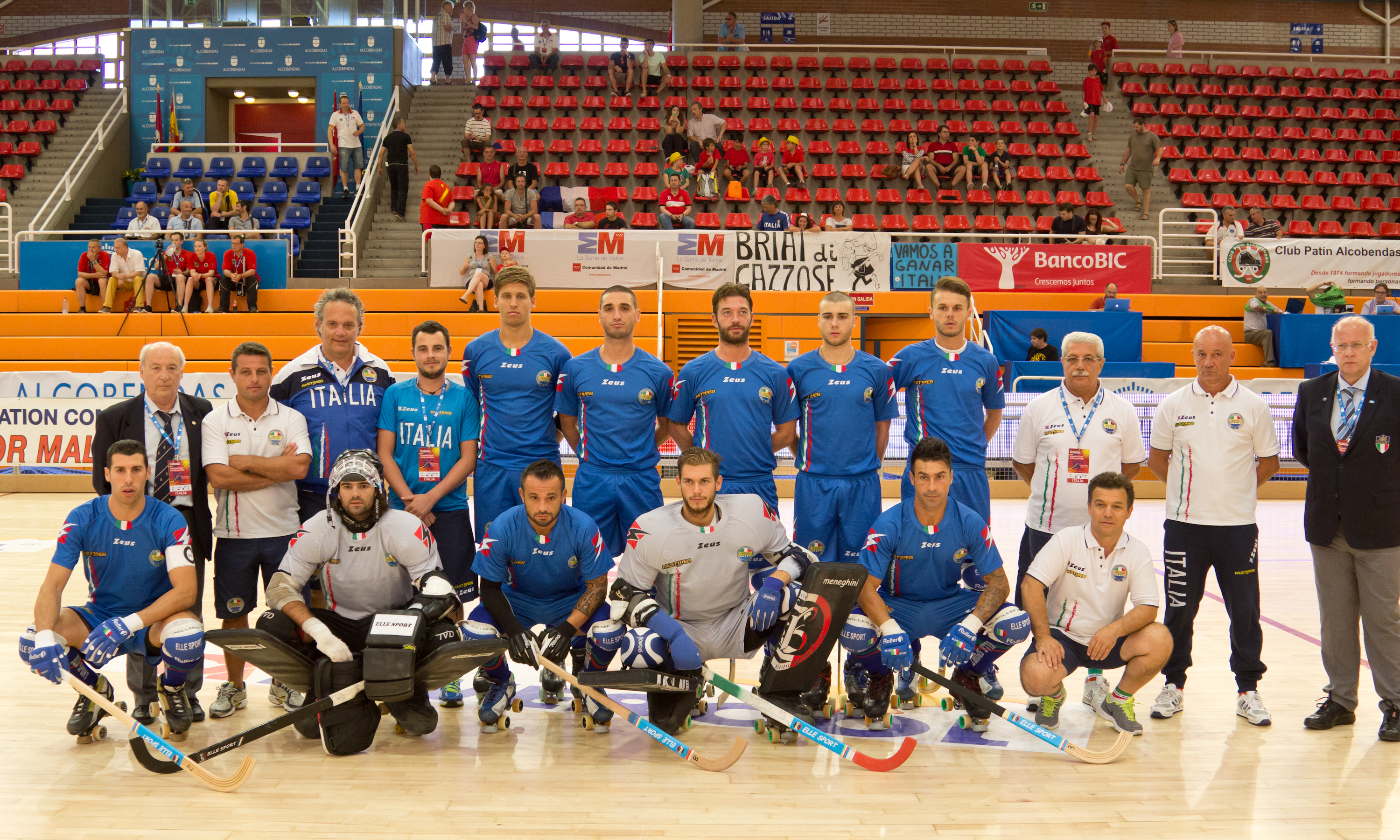
Sélection italienne

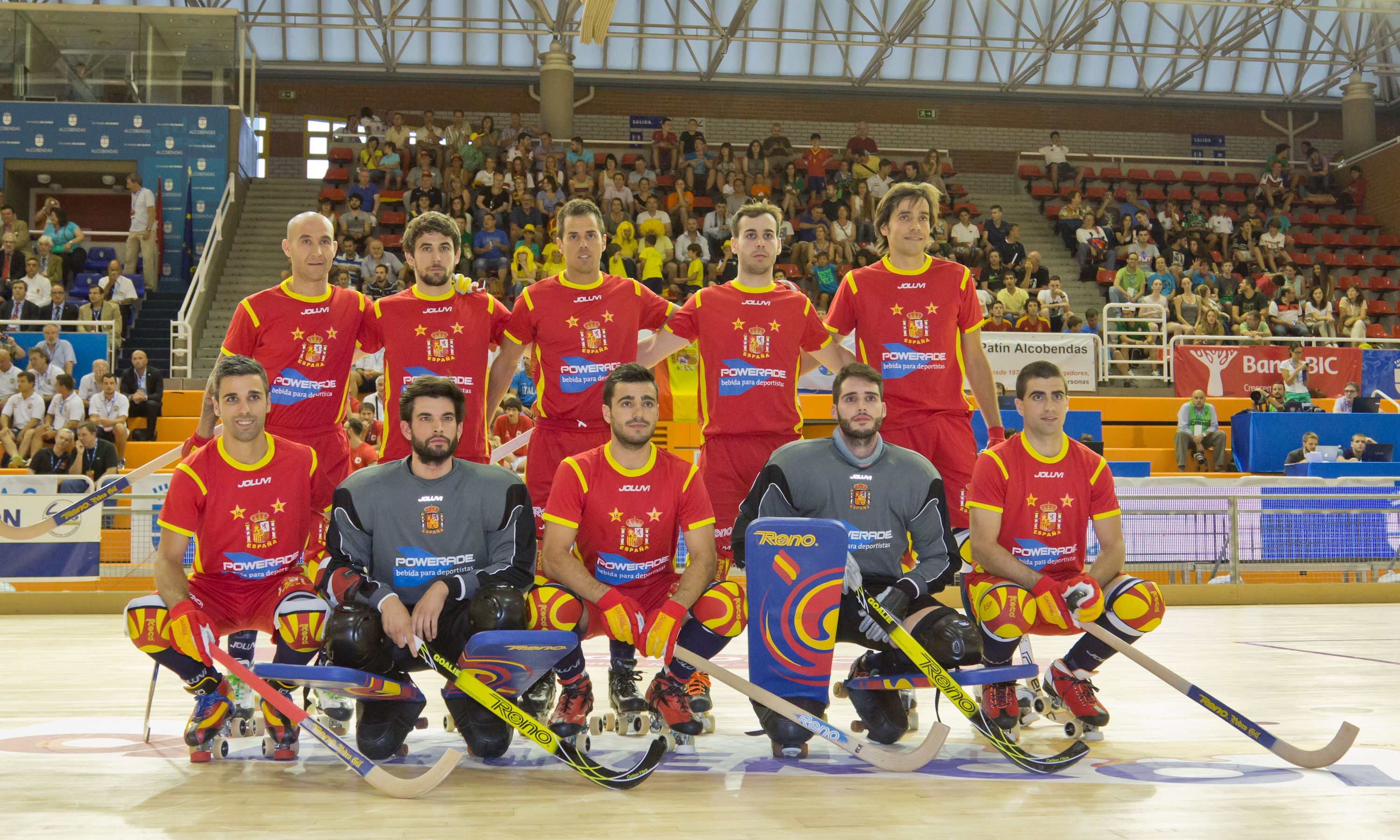
sélection espagnole

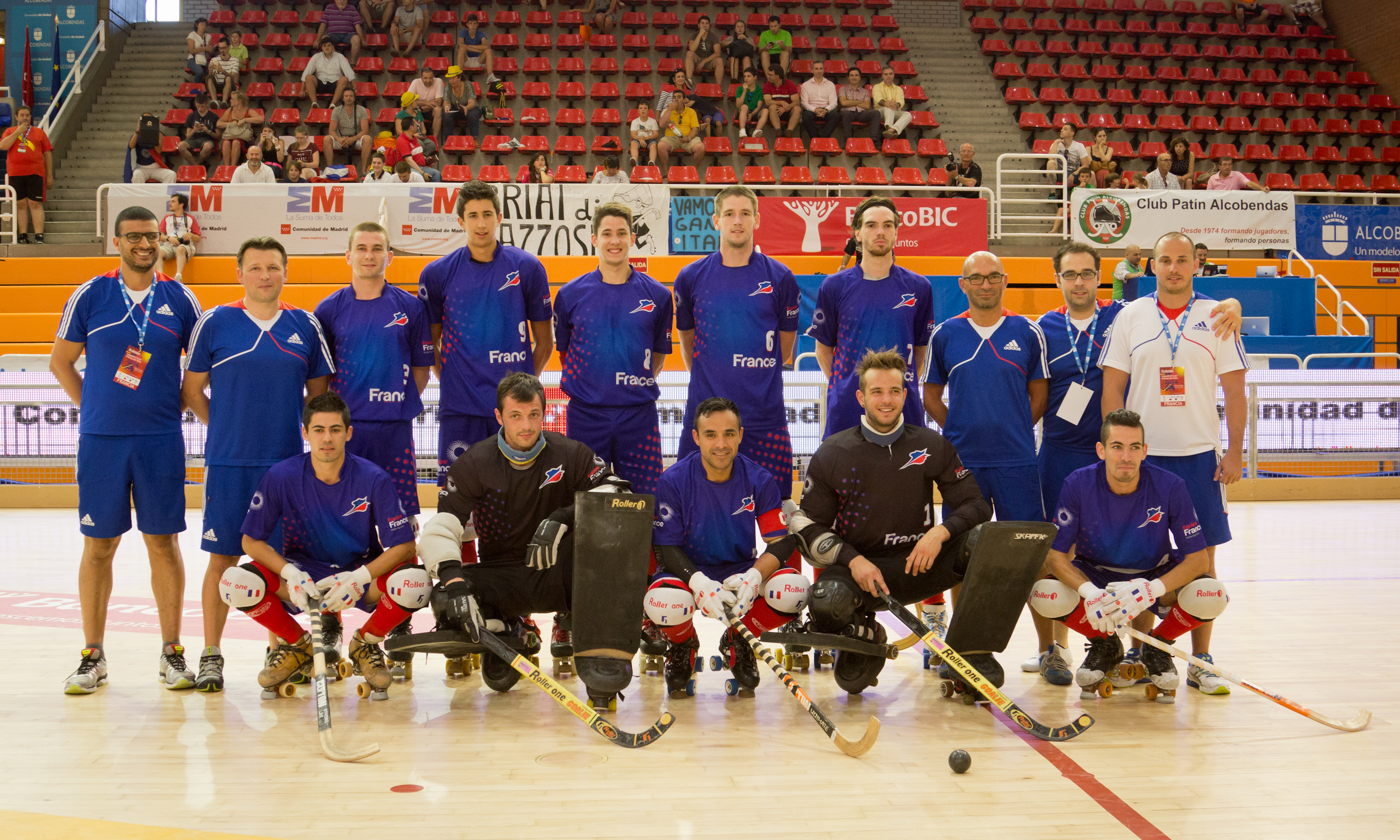
Sélection française

Les équipes participantes sont:

## Classement et résultats
L'équipe italienne remporte pour la troisième fois le titre de championne d'Europe.

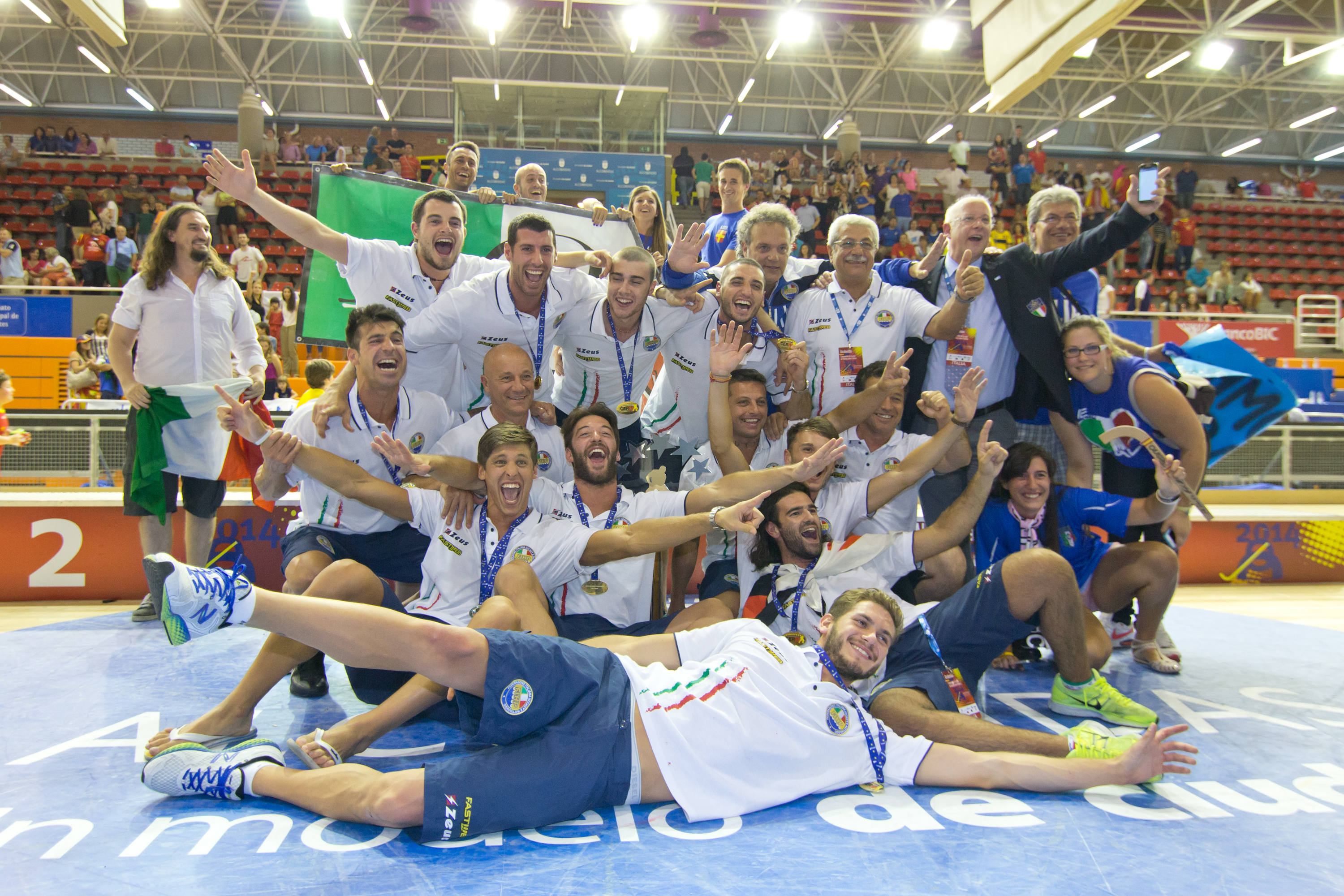
L'Italie victorieuse

| Rang | Équipe    | Pts | J | G | N | P | Bp | Bc | Diff |  | Résultats |  |     |     |      |     |      |
| ---- | --------- | --- | - | - | - | - | -- | -- | ---- |  | --------- |  | --- | --- | ---- | --- | ---- |
| 1    | Italie    | 13  | 5 | 4 | 1 | 0 | 20 | 13 | +7   |  | Italie    |  | 2-2 | 3-2 | 3-2  | 5-4 | 7-3  |
| 2    | Espagne   | 11  | 5 | 3 | 2 | 0 | 37 | 13 | +24  |  | Espagne   |  |     | 6-6 | 9-2  | 7-2 | 13-1 |
| 3    | Portugal  | 10  | 5 | 3 | 1 | 1 | 29 | 13 | +16  |  | Portugal  |  |     |     | 13-3 | 3-1 | 5-0  |
| 4    | Allemagne | 6   | 5 | 2 | 0 | 3 | 17 | 28 | -11  |  | Allemagne |  |     |     |      | 4-1 | 6-2  |
| 5    | France    | 3   | 5 | 1 | 0 | 4 | 10 | 20 | -10  |  | France    |  |     |     |      |     | 2-1  |
| 6    | Suisse    | 0   | 5 | 0 | 0 | 5 | 7  | 33 | -26  |  | Suisse    |  |     |     |      |     |      |

| Champion d'Europe 2014 de rink hockey |
| ------------------------------------- |
| ITALIE Troisième titre                |

## Meilleurs buteurs
| # | Joueur            | Sélection | Buts |
| - | ----------------- | --------- | ---- |
| 1 | Pedro Gil         | Espagne   | 10   |
| 2 | Xavi Costa        | Espagne   | 7    |
| 3 | Massimo Tataranni | Italie    | 6    |
| - | João Rodrigues    | Portugal  | 6    |
| - | Jorge Silva       | Portugal  | 6    |
| - | Kevin Karschau    | Allemagne | 6    |